# Andre Morris
Andre Morris, född den 26 oktober 1972, är en amerikansk före detta friidrottare som tävlade i kortdistanslöpning.
Morris främsta merit är att han tillsammans med Dameon Johnson, Deon Minor och Milton Campbell vann guld på 4 x 400 meter vid inomhus-VM 1999.

## Personliga rekord
- 400 meter - 45,87